# Pretlack

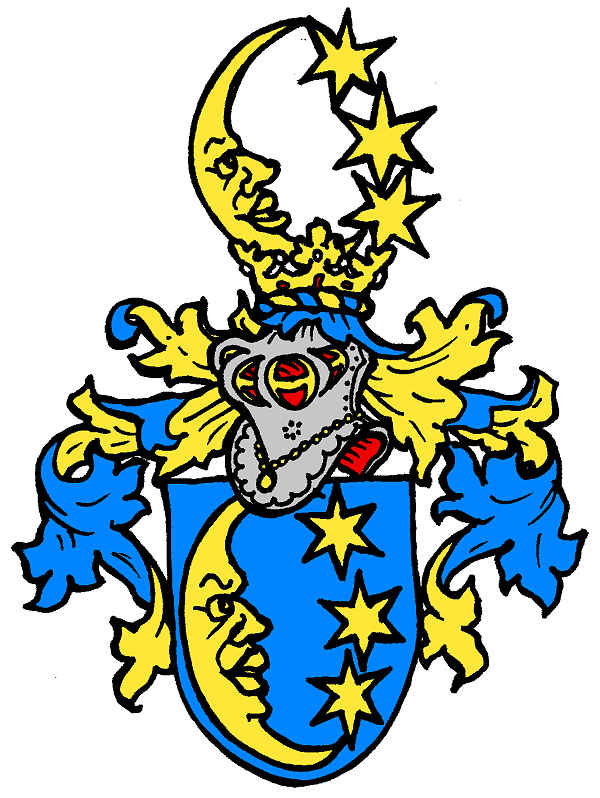
Wappen derer von Pretlack

Die Freiherren von Pretlack (seltener: Prettlack) waren ein ursprünglich ostpreußisches, später hessisches Adelsgeschlecht. Bedeutendstes Familienmitglied war der hessen-darmstädtische General Johann Rudolf Victor von Pretlack.

## Herkunft
Die Familie stammte ursprünglich aus Prätlack im ostpreußischen Kreis Gerdauen, wo sie auch die Güter Moltheinen und Gross-Sobrost besaß. Die urkundlich belegte Stammreihe beginnt mit Caspar von Pretlack (um 1589–1644), Herr auf Gut Desdau in Sachsen. Sein Sohn Philipp Friedrich Christoph von Pretlack diente im Dreißigjährigen Krieg als Obrist. Bei Kriegsende ließ er sich in Uchte nieder. Durch Heirat mit Margarethe Amalie von Fullen war ihm hier die kleine Herrschaft Eystrup und das Erbdrostenamt des Amtes Uchte als hessisches Lehen zugefallen, was ihm ein standesgemäßes Auskommen sicherte. Von den zahlreichen Nachkommen (alleine neun Söhne) konnte allerdings nur der Erstgeborene auf diese Weise versorgt werden. Die meisten anderen Söhne strebten, wie im Amtsadel dieser Zeit üblich, eine militärische Karriere an.
Zwei seiner Söhne stiegen im Dienst des Darmstädter Landgrafen Ernst Ludwig zu höchsten militärischen Ämtern auf. Johann Rudolf Victor von Pretlack konnte als enger Vertrauter dazu eine Reihe hessen-darmstädter Lehen an sich bringen, darunter der ehemals rodensteinische Besitz in Fränkisch-Crumbach im Odenwald und der Ort Echzell mit dem Gut Häuserhof in Oberhessen.
Johann Rudolfs Nachkommen standen meist ebenfalls in hessen-darmstädtischen Diensten als Obristen, Generäle, Oberforstmeister oder Kammerherr. Sein Sohn Ludwig Christian von Pretlack konnte sich mit einer morganatischen Tochter des Landgrafen, der Gräfin Friederike von Eppstein, verheiraten. Das Geschlecht starb in männlicher Linie 1843 mit Ludwig Friedrich Georg Franz von Pretlack aus. Den Besitz erbten die Töchter seines Bruders Karl Friedrich, Karoline, die den Juristen und Kunstmaler Kaspar Georg Wilhelm von Harnier geheiratet hatte, und Sophia, verheiratet mit Julius Emil Friedrich Freiherr von Egloffstein. Der Nachlass, darunter die Korrespondenz des Johann Rudolf von Pretlack, befindet sich heute im Hessischen Staatsarchiv Darmstadt.

## Wappen
In Blau ein abnehmender gesichteter goldener Halbmond und drei pfahlweise gestellte goldene Sterne nebeneinander; auf dem Helm mit blau-goldenen Decken das Schildbild als Helmzier.

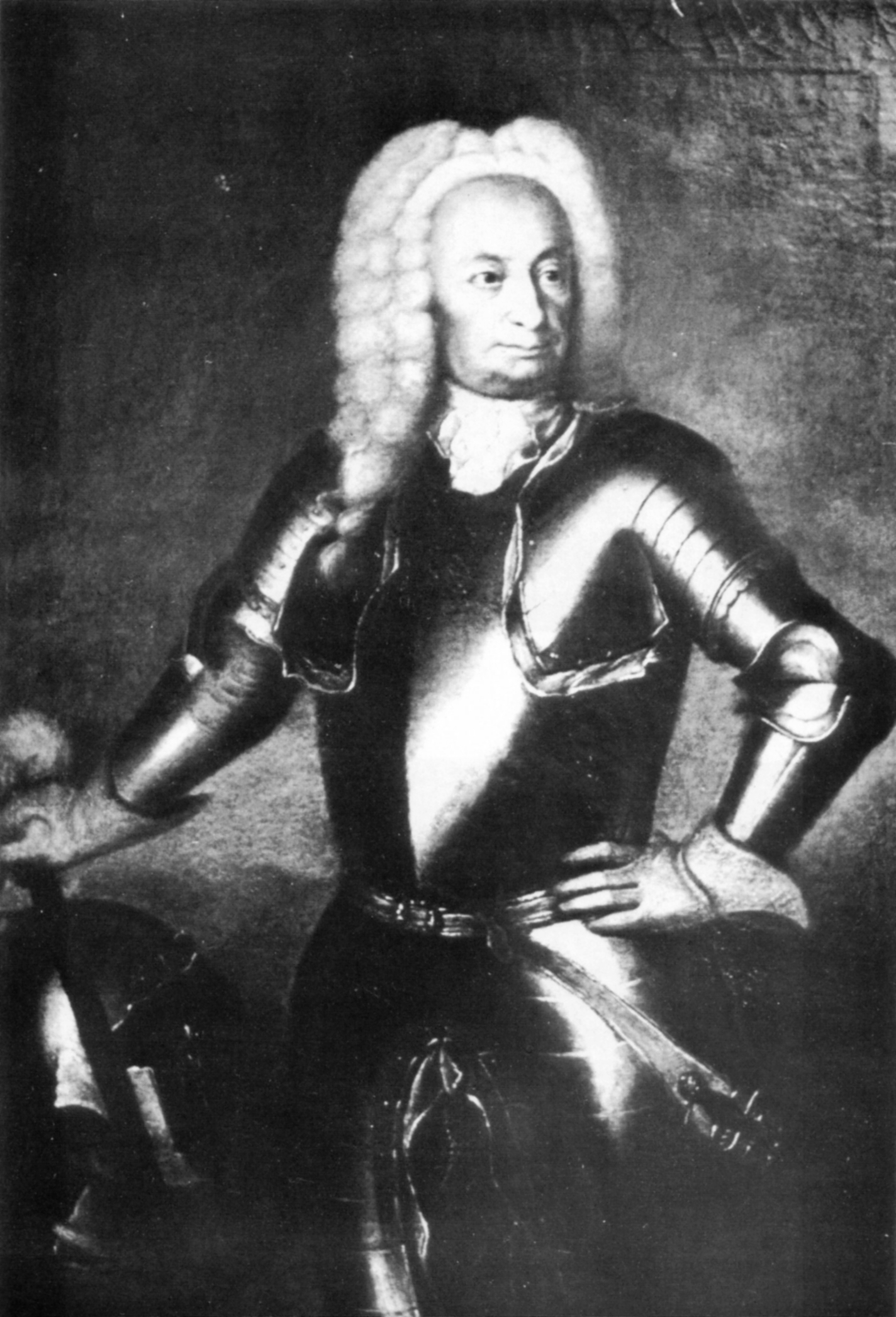
Johann Rudolf Victor von Pretlack (1668–1737), Gemälde auf Gut Häuserhof bei Echzell.

## Bedeutende Familienmitglieder
- Philipp Friedrich Christoph von Pretlack (ca. 1627–1697), Obrist, Erbdrost zu Uchte.[5]
- Philipp Adolf von Pretlack (1659–1722), Erbdrost zu Uchte.[6]
- Johann Rudolf Victor von Pretlack (1668–1737), hessen-darmstädtischer General der Kavallerie.
- Johann Franz von Pretlack (1708–1767), Reichsfeldmarschall-Lieutenant.[7]
- Johann Karl Ludwig Christian von Pretlack (1716–1781), Generalfeldmarschall-Lieutenant.[8]
- Karl Friedrich Ludwig von Pretlack (1769–1830), Großherzoglich Hessen-Darmstädtischer Kammerherr und Oberforstmeister, Schwiegervater des Heinrich von Gagern.[9]
- Ludwig Friedrich Georg Franz von Pretlack (1766–1843), Hessen-Darmstädtischer Oberst, Kämmerer, Oberhofmeister.[10]